# Escut de Vallés
L'escut de Vallés es un símbol representatiu oficial de Vallés, municipi del País Valencià, a la comarca de la Costera. Té el següent blasonament:
| « | Escut quadrilong de punta redona, tallat. Al primer quarter, en camper d'argent, una ala de gules; al cap, en camper d'or, quatre pals de gules. Al segon quarter, en camper de gules, un Agnus Dei passant d'argent, amb nimbus crucífer d'or, portant una banderola d'argent, amb creu plana de gules, i l'asta d'or. Per timbre, una corona reial oberta. | » |

## Història
Resolució del 28 de febrer de 1995, del conseller d'Administració Pública. Publicat en el DOGV núm. 2.470, del 15 de març de 1995.
A la primera partició s'hi representen les armes dels Sanç, antics senyors del poble. Al costat, l'anyell pasqual, atribut de sant Joan Baptista, patró de la localitat.